# Йордан Попов
Йордан Софрониев Попов е български писател – белетрист, хуморист.
Той е главен редактор на вестник „Стършел“ в периода 1990 – 1996 г. и негов заместник главен редактор. Член на БКП.

## Биография
Роден е на 5 април 1941 г. в София. Завършва българска филология в Софийския държавен университет.
Йордан Попов е почетен председател на Сдружението на балканските сатирици и заместник-председател на Сдружението на българските писатели. Автор е на над 30 книги – повести, новели, романи, сборници с хумористични разкази и фейлетони. Негови спектакли се играят на сцената на Сатиричния театър. Много от творбите му са преведени на повече от 40 езика. Има издадени книги в Русия, Словакия, Украйна, Германия, Албания и Румъния. На кинофестивала в Солун филмът по негов сценарий „Спри, огледай се, ослушай се“ бива отличен с наградата „Златната Нике“.
| „ | „Разказваческият талант на Йордан Попов е облагороден от онази рядка във всяка литература, светла и трептяща атмосфера на смеха. Смехът - този скъпоценен дар от Бога - оформя и слага своя знак върху всичко, което този автор пише ...“ - Станислав Стратиев, 1998 г. | “ |

Йордан Попов умира на 16 декември 2015 г. в София.

## Награди
Три пъти е носител на наградата „Чудомир“, лауреат на международния конкурс „Алеко“, носител на почетния златен знак „Простреляният Пегас“ на СБП за заслуги към българската литература, награждаван е от СБЖ с почетен сребърен знак за изявите си като журналист.
Носител на Националната награда „Стоян Михайловски“, връчена му в Елена през 2002 г.
Носител на множество международни награди и отличия. Книгите и разказите му са отпечатани в почти всички известни световни хумористични вестници и списания. „Екселенц на сатирата“ в Сърбия – за най-добър разказвач през 2011 г. и на наградата за най-добър чуждестранен разказ „Обалдуй“ в Русия.
През 2005 г. е удостоен с Национална литературна награда за хумор и сатира „Райко Алексиев“, връчвана от Община Пазарджик за цялостно литературно творчество и принос в областта на хумора и сатирата.